# Tensió tallant
La tensió tallant o tensió de tall és aquella que, fixat un pla, actua tangent a aquest. Se sol representar amb la lletra grega tau {\displaystyle \tau \ }. Amb peces prismàtiques, les tensions tallants apareixen en cas d'aplicació d'un esforç tallant o bé d'un moment torsor.
Amb peces allargades, com bigues i pilars, el pla de referència sol ser un paral·lel a la secció transversal (és a dir, un perpendicular a l'eix longitudinal). A diferència de l'esforç normal, és més difícil d'apreciar en les bigues, ja que el seu efecte és menys evident.

## Tensió tallant mitjana

Fig 2. Esforç tallant sobre cargols.

Un problema que es presenta en el seu càlcul és perquè les tensions no es distribueixen uniformement sobre una àrea, si es vol obtenir la tensió mitjana és usada la fórmula:

{\displaystyle \tau _{med}={\frac {V}{A}}}

on V (lletra usada habitualment per a designar aquesta força) representa la força tallant i A representa l'àrea de la secció sobre la qual s'està aplicant. En aquest cas, l'esforç tallant, com el seu nom ho indica, talla una peça. En aquesta imatge (Fig 2.), El cargol i el pern presenten esforç tallant en ser tallats per les peces que uneixen (línia verda).

## Fórmula de Collignon-Jourawski
Si cal trobar la tensió tallant provocada per força tallant en un punt específic, la qual cosa és comú en bigues, s'usa la següent fórmula, coneguda com a fórmula de Collignon (1877):

{\displaystyle {\bar {\tau }}_{xy}={\frac {v_{i}(x)Q_{y}(i)}{I_{z}t_{z}(i)}}}

on  V  i   representa la força tallant,  Q  i   el producte del centroide i l'àrea que es abasta des d'un extrem fins al punt on es vol trobar l'esforç,  I  z   el moment d'inèrcia de la secció total respecte a un eix perpendicular a la direcció del tallant i  t  z   el gruix de la figura al llarg d'un eix perpendicular a la direcció del tallant.
Encara que aquesta fórmula va ser publicada per Collignon el 1877 i es coneix amb el seu nom, prèviament havia estat utilitzada el 1844 per l'enginyer rus D. J. Jourawski per calcular tensions en bigues de fusta, publicant aquesta fórmula el 1856.
Punts importants:
- L'esforç tallant en el cordó superior i l'inferior és zero.
- L'esforç tallant en la línia neutra de la peça (coincident amb el centre de gravetat) és màxim.
- El moment d'inèrcia i el centroide de les figures és amb respecte a l'eix neutre de la peça.

### Deducció de la fórmula de Collignon
La fórmula de Collignon anterior no proporciona el valor exacte de la tensió tangencial, sinó només la mitjana al llarg d'una línia que divideixi en dues la secció transversal. Per comprendre aquest fet convé examinar la deducció d'aquesta. Per a la deducció partirem de les equacions d'equilibri elàstic quan no hi ha forces màssiques, la primera d'elles per a la component X és igual a:

(1){\displaystyle {\frac {\partial \sigma _{xx}}{\partial x}}+{\frac {\partial \sigma _{xy}}{\partial y}}+{\frac {\partial \sigma _{xz}}{\partial z}}=0}

Si es pressuposa que només l'esforç tallant està dirigit segons l'eix Y (i que aquesta adreça coincideix amb una de les direccions principals d'inèrcia), i que l'eix X coincideix amb l'eix de la peça i, a més, que les tensions són provocades únicament per un esforç normal constant i un moment flector i un esforç tallant variables, tenim:

{\displaystyle {\begin{cases}\sigma _{xx}={\frac {N_{x}}{A}}-{\frac {M_{z}y}{I_{z}}}\\\sigma _{xy}=\tau (x,y,z;V_{y})\\\sigma _{xz}=0\end{cases}},\qquad {\cfrac {dM_{z}(x)}{dx}}=-V_{y}(x)}

Substituint aquestes dues últimes equacions en l'equació d'equilibri(1), es té la relació entre la tensió tangencial i l'esforç tallant:

(1 '){\displaystyle {\frac {dM_{z}(x)}{dx}}{\frac {y}{I_{z}}}+{\frac {\partial \tau (x,y,z)}{\partial y}}={\frac {v_{y}(x)y}{I_{z}}}+{\frac {\partial \tau (x,y,z)}{\partial y}}=0}

Integrant directament aquesta última equació s'arriba a:

{\displaystyle \mathrm {T} (x,y,z)=-\int _{C(z)}^{y}{\frac {v_{y}(x)y}{I_{z}}}dy}

L'anterior equació resulta incòmoda perquè depèn de la coordenada  C  ( z ) situada sobre una vertical on el tallant s'anul (es pot comprovar que coincideix que és la coordenada d'un punt sobre el contorn de la secció, usant les condicions de contorn que acompanyen les equacions d'equilibri elàstic). No obstant això, es pot definir la tensió tallant mitjana com:

{\displaystyle {\bar {\tau }}(x,y):={\frac {1}{t_{z}}}\int _{ejeZ}\tau (x,y,z)dz=-\int _{ejeZ}dz\int _{C(z)}^{y}{\frac {v_{y}(x)y}{I_{z}}}dy=-{\frac {v_{y}(x)Q_{x}(y)}{I_{z}t_{z}(y)}}}

Aquesta última coincideix (llevat signe) amb la fórmula de Collignon usada per calcular la distribució mitjana de tensions tallants al llarg de la secció que s'esmentava en l'apartat anterior. Cal assenyalar que hem introduït l'anomenat primer moment d'àrea parcial definit com:

{\displaystyle Q_{x}(y)=\int _{\Sigma (y)}y\quad dzdy\qquad \Sigma =\{(y',z')\vert y'<y,z'\in L_{t_{z}}\}}

## Tensió tallant màxima
L'anterior equació es pot utilitzar per calcular la tensió tangencial màxima per a diferents tipus de secció i comparar el seu valor amb el de la tensió mitjana. Pot provar que per a qualsevol tipus de secció transversal es compleix que:

{\displaystyle \tau _{max}=k_{sector}\cdot \tau _{med}\qquad k_{sector}\geq 1}

### Secció rectangular
Per a una secció rectangular de mesures  b  x  h  sotmesa a un esforç tallant paral·lel a un dels costats d'aquesta, la distribució de tensions tallants i la tensió tallant màximes venen donades per:

{\displaystyle {\bar {\tau }}_{xy}={\frac {3V_{y}(h^{2}-4y^{2})}{2bh^{3}}}={\frac {3}{2}}{\frac {V_{y}}{A}}\left(1-{\frac {4y^{2}}{h^{2}}}\right),\qquad {\bar {\tau }}_{max}={\frac {3}{2}}{\frac {V_{y}}{A}}={\frac {3}{2}}\tau _{med}}

On {\displaystyle -h/2\leq y\leq h/2} és l'alçada del punt on es calculen les tensions respecte al centre de la secció. Això significa que per a les seccions rectangulars {\displaystyle k_{sector}=3/2\,}.

### Secció circular
Per a una secció circular massissa de radi  R  sotmesa a un esforç tallant paral·lel a un dels costats d'aquesta, la distribució de tensions tallants i la tensió tallant màximes són:

{\displaystyle {\bar {\tau }}_{xy}={\frac {4V_{y}(R^{2}-y^{2})}{3\pi R^{4}}}={\frac {4}{3}}{\frac {V_{y}}{A}}\left(1-{\frac {y^{2}}{R^{2}}}\right),\qquad {\bar {\tau }}_{max}={\frac {4}{3}}{\frac {V_{y}}{A}}={\frac {4}{3}}\tau _{med}}

Això significa que per a les seccions circulars {\displaystyle k_{sector}=4/3\,}.